# Alexander Neumeister

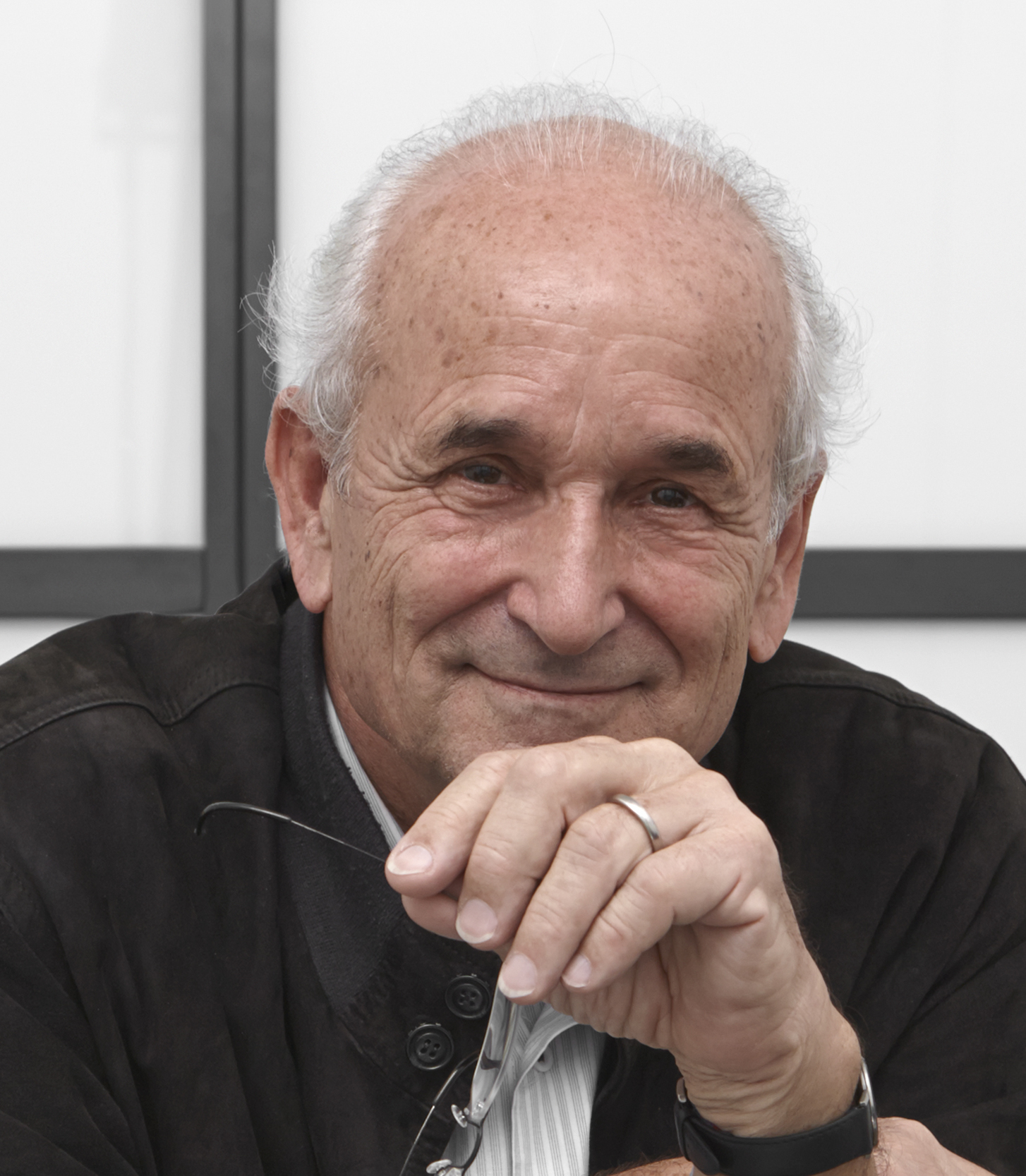
Alexander Neumeister, 2012

Alexander Neumeister (* 17. Dezember 1941 in Berlin) ist ein auf Technikdesign spezialisierter deutscher Designer.
Einem breiten Publikum bekannt wurden die von ihm gestalteten Schienenfahrzeuge, darunter mehrere Baureihen des ICE, der Shinkansen und des Transrapid.

## Werdegang
Neumeister lebte während seiner Schulzeit in Wilhelmshaven und Stuttgart. Sein Vater war in der Mode- und Filmbranche tätig. Im Alter von 15 Jahren absolvierte Alexander Neumeister ein Austauschschuljahr in Boise im US-Bundesstaat Idaho, wo er bei Verwandten lebte. 1962 erwarb er das Abitur. Es folgten Praktika beim Fahrzeugbauer Schenk, bei Bosch und Möbel Behr. Pläne, am Illinois Institute of Technology zu studieren, scheiterten an den hohen Studiengebühren.
Anschließend, von 1963 bis 1968, studierte Neumeister Industriedesign an der Hochschule für Gestaltung Ulm. Zu seinen Dozenten zählten Walter Zeischegg und Hans Gugelot. 1964 erstellte er erste Designarbeiten, 1966 gewann er den 1. Preis beim internationalen Designwettbewerb der Carrozzeria Bertone. Im Rahmen seiner Diplomarbeit gestaltete Neumeister einen Geländewagen in Modulbauweise.
Danach erhielt Neumeister Angebote von Audi, Mercedes und MBB. Im letzten Semester seines Studiums begann Neumeister als Berater bei MBB. Dabei wirkte er unter anderem an den frühen Konzepten für den Schienen-Hochgeschwindigkeitsverkehr in Deutschland mit, darunter der Hochleistungs-Schnellbahn-Studie. Für einen einjährigen DAAD-Studienaufenthalt an der Tokio University of Arts wurde er in den Jahren 1968 und 1969 von der Beschäftigung bei MBB freigestellt.
1970 gründete er das Designbüro Neumeister Design (seit 2000 Neumeister & Partner, seit 2006 N+P Industrial Design GmbH) mit den Schwerpunkten neue Verkehrssysteme, Medizintechnik und Datentechnologie. Zwischen 1976 und 1979 war er Dozent für Industriedesign an der Fachhochschule München.
Von 1983 bis 1985 war Neumeister Vorstandsmitglied des International Council of Societies of Industrial Design (ICSID), verantwortlich für das Portfolio Design und Dritte Welt. Von 1985 bis 1987 war er Vizepräsident der Organisation.
1988 gründete er zusammen mit Ângela Carvalho und Celso Santos das Büro NCS Design Rio in Rio de Janeiro. Nach eigenen Angaben war dies das erste deutsch-brasilianische Design-Team. 2003 schied er aus dem Gemeinschaftsunternehmen aus. Ende Januar 2012 übergab Neumeister seine Büroanteile an seine Partner Christiane Bausback und Andreas Bergsträßer.

## Werk

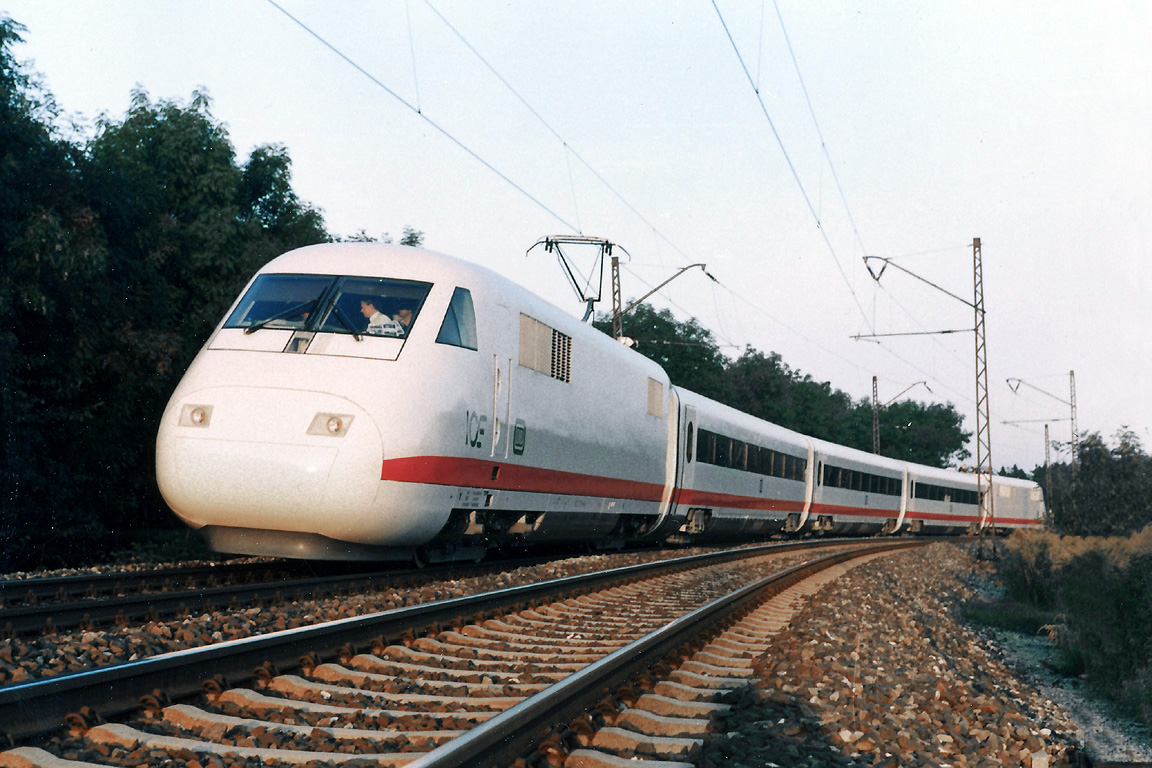
InterCityExperimental (1985): Die Grundelemente des Außendesigns prägen bis heute das Bild der ICE-Flotte.

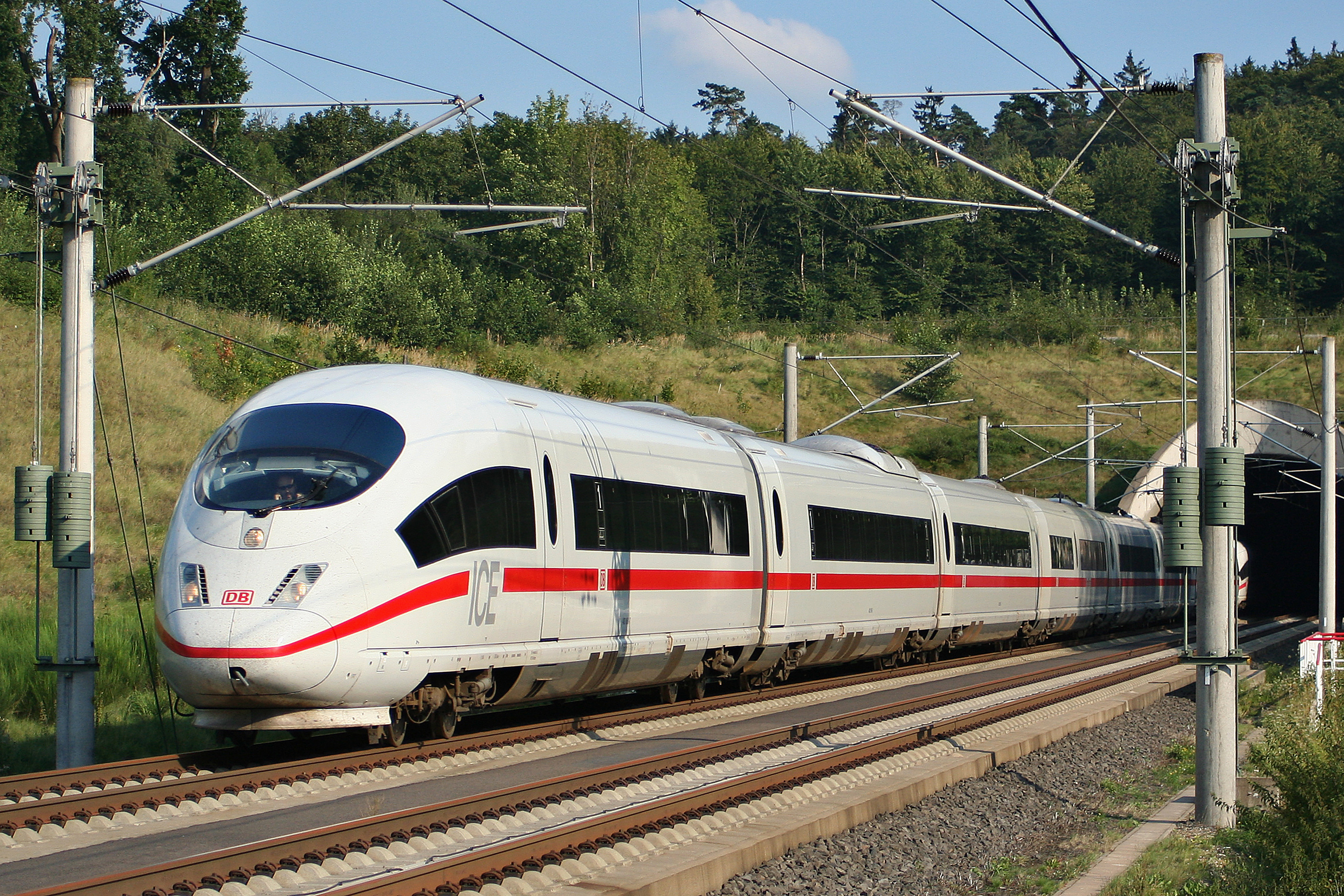
ICE 3 mit den markanten ICE-Designelementen – windschnittige Schnauze, rot-weiße Bauchbinde, durchlaufendes Fensterband.

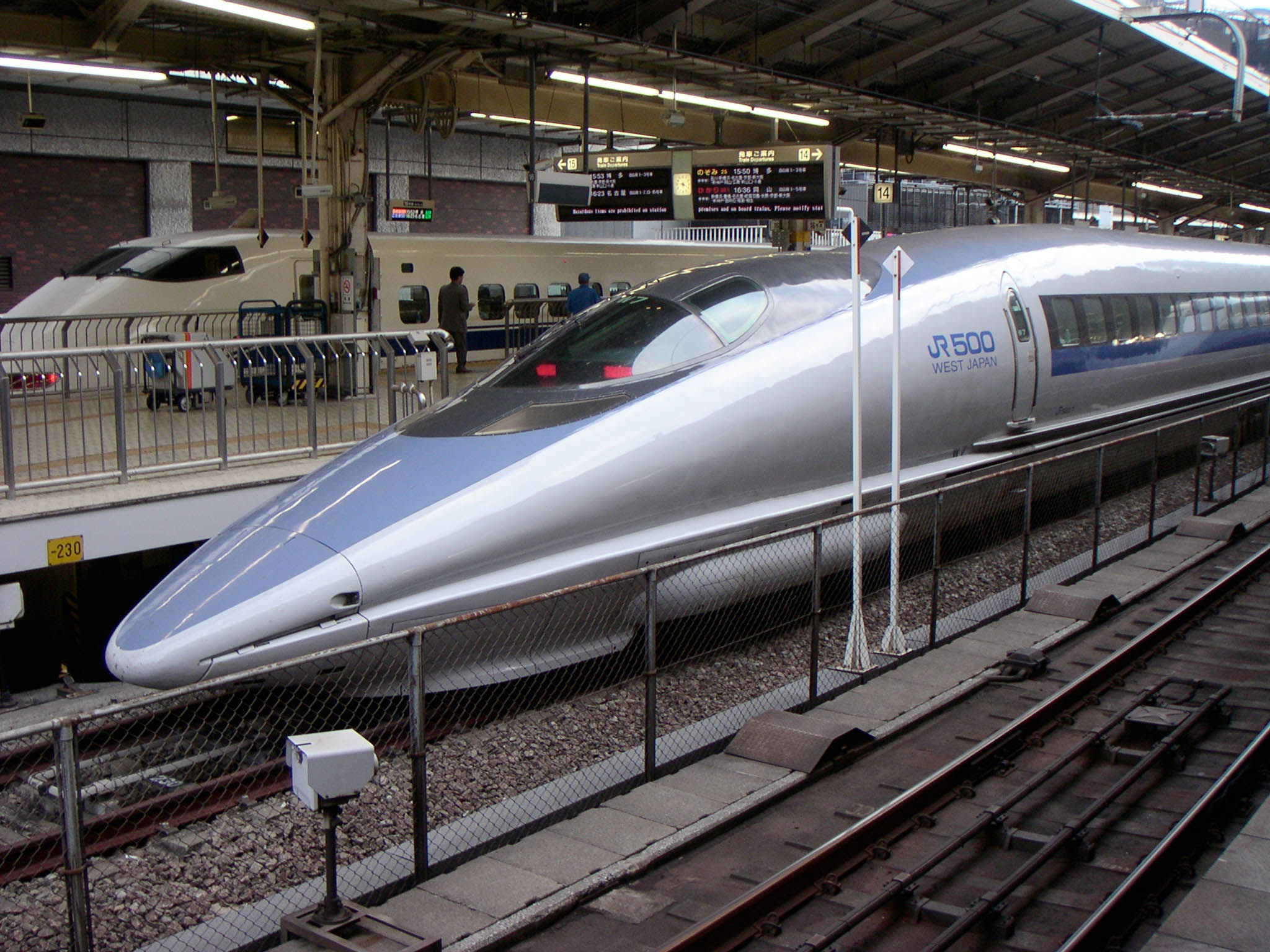
Shinkansen 500

Zu den bekanntesten Werken Neumeisters zählen die von ihm gestalteten Schienenfahrzeuge. Unter anderem gestaltete er Erprobungsfahrzeuge des Transrapid. Aus einer seit 1990 laufenden Kooperation mit Hitachi gingen unter anderem das Design des japanischen Hochgeschwindigkeitszugs Shinkansen 500 sowie Designs von Schnell-, Regional- und Metro-Zügen hervor.
In Deutschland bekannt ist insbesondere das von ihm entwickelte Außendesign des ICE. Beim ICE-Vorläufer InterCityExperimental und beim ICE 3 und ICE T war er federführend in der Gestaltung, in anderen ICE-Generationen wurde ein Teil seiner Vorschläge umgesetzt. 1982 hatte er, in Form eines Auftrags über Designstudien zur Gestaltung der Mittelwagen des ICE-Vorläuferzuges, den ersten Designauftrag im ICE-Bereich erhalten. Die von ihm entwickelten charakteristischen ICE-Merkmale durchgehendes Fensterband und windschnittige Frontpartien wurden in allen fünf ICE-Baureihen umgesetzt.
Neumeister entwickelte darüber hinaus das Design von Regionalzügen der Deutschen Bahn wie dem Bombardier Talent und dem Siemens Desiro ebenso wie von Hotelzügen und Stadtbahnen. Für die Münchner Verkehrsgesellschaft schuf er ab 1996 das Design der neuen Fahrzeuge vom Typ MVG C der U-Bahn München. Er gestaltete auch die Innenräume neuer Züge der Münchner Straßenbahn.
Darüber hinaus gestaltete er zahlreiche technische Geräte, darunter Magnetkartenleser, Zeiterfassungs-Terminals für Unternehmen, Videokonferenz-Systeme, Fernsehgeräte und Telefone. Einen weiteren Schwerpunkt seines Wirkens bildet die Medizintechnik, beispielsweise Laser, Dentalgeräte, Lithotripter und Bestrahlungsgeräte.
Zu den von Neumeister gestalteten Schiffen zählen das Fahrgastschiff MS 2000 (um 1988), das rund 1000 Passagiere aufnehmen kann und auf dem Thuner- und Brienzersee unterwegs ist. Die von Neumeister gestaltete Fähre Euregia mit einer Kapazität von 700 Passagieren und 300 t Zuladung war von Juli 1998 bis Oktober 2024 auf dem Bodensee zwischen Friedrichshafen und Romanshorn im Einsatz.
Neumeister koordinierte zusammen mit seiner geschiedenen Frau zwischen 1975 und 1985 die Arbeitsgruppe Design für Entwicklungsländer, die Design-Workshops in Indonesien und den Philippinen plante und organisierte.

### Auszeichnungen
Neumeister ist Träger zahlreicher nationaler und internationaler Designpreise.
1971 errang er den 1. Platz beim internationalen Designwettbewerb Tisch 80 in Hamburg, 1973 folgte der 1. Platz beim Büromöbel-Wettbewerb von Gesika. Der von ihm maßgeblich gestaltete InterCityExperimental erhielt 1987 den Brunel Award, einen nach dem englischen Ingenieur Isambard Kingdom Brunel benannten, internationalen Designpreis für Schienenfahrzeuge und -infrastruktur. 1991 erhielt er den Designpreis Schweiz in der Kategorie Produkte, 1992 die Auszeichnung Design-Team des Jahres des Design-Zentrums Nordrhein-Westfalen. 1998 folgte der Eisa-Award für die Fine Arts-Gerätelinie von Grundig.
Für das Design des Shinkansen 500 erhielt Neumeister, neben anderen Beteiligten, 1999 den Grand Prize – die zweithöchste Kategorie des jährlich ausgelobten Kaiserlichen Erfinderpreises (Imperial Invention Prize) durch das japanische Institute of Invention and Innovation. Erstmals wurde der Preis dabei an einen Ausländer vergeben. Das Design des ICE T wurde, ebenso wie (später) das des ICE 3. mit dem Bundespreis Produktdesign ausgezeichnet. Für das Design der ab 2000 gebauten Münchner U-Bahn-Züge der Baureihe C erhielt er den Internationalen Design-Preis Baden-Württemberg 2001.
Im November 2011 erhielt er den Designpreis der Stadt München, „für sein einmaliges und vorbildliches Werk im Bereich des Industrial Designs“. Das von Neumeister mitentwickelte Design der Münchner U-Bahn-Baureihe C2 wurde im Februar 2013 mit dem Universal Design Award und im Juli 2013 mit dem Red dot design award ausgezeichnet.
In dem Briefmarkenblock Design in Deutschland 1999 der Deutschen Post war er mit dem Transrapid-Entwurf vertreten.
Für 2015 wurde Neumeister der European Railway Award zugesprochen.

## Privatleben
Neumeister war von 1969 bis 1995 verheiratet und ist Vater zweier Töchter. Er lebt seit 1970 in München und hat auch einen Wohnsitz in Rio de Janeiro, wo er etwa die Hälfte des Jahres verbringt. 2011 war er mit einer Brasilianerin verheiratet.